# Jessie Rindom
Jessie Helga Rindom (Lauring) (født 4. oktober 1903 i Rostock, død 8. januar 1981 i København) var en dansk skuespillerinde, der debuterede i 1924 på Horsens Teater. 
Sidenhen fik hun roller på Aarhus Teater, Det ny Teater, Apollo Teatret, Odense Teater, Folketeatret, Frederiksberg Teater, Skolescenen og Allé Scenen. I TV kunne hun bl.a. ses i serierne En by i provinsen og Matador, samt julekalenderen Jul og grønne skove fra 1980. Hun var en årrække gift med skuespillerkollegaen Gunnar Lauring, og blev derfor også kendt under navnet Jessie Lauring.
Hun ligger begravet i fællesgraven på Bispebjerg Kirkegård.

## Udvalgt filmografi
- Damen med de lyse handsker – 1942
- Soldaten og Jenny – 1947
- Solstik – 1953
- Kispus – 1956
- Ingen tid til kærtegn – 1957
- Verdens rigeste pige – 1958
- Eventyrrejsen – 1960
- Den rige enke – 1962
- Sømænd og svigermødre - 1962
- Pigen og millionæren – 1965
- Historien om Barbara – 1967
- Nyhavns glade gutter – 1967
- Julefrokosten – 1976
- Undskyld vi er her – 1980
- Næste stop - Paradis – 1980

### Tv-serier
- En by i provinsen - Frk. Berg (afsnit 3; 1977)
- Matador - Enkefru Munk (afsnit 13; 1980)
- Jul og grønne skove - ? (julekalender, 1980)

## Eksterne links
- Jessie Rindom på danskefilm.dk
- Jessie Rindom på Internet Movie Database (engelsk)
- Jessie Rindom på Filmdatabasen
- Jessie Lauring på Filmdatabasen
- Jessie Rindom på danskfilmogtv.dk

|  | Artiklen om skuespilleren Jessie Rindom kan blive bedre, hvis der indsættes et (bedre) billede. Du kan hjælpe ved at uploade et godt billede til Wikimedia Commons iht. de tilladte licenser og indsætte det i artiklen. Eller du kan søge efter eksisterende filer på Wikimedia Commons eller på Flickr - fx med værktøjet Free Image Search Tool. |